# Troglodytes troglodytes hirtensis
Sous-espèce
Troglodytes troglodytes hirtensis est une sous-espèce d'oiseaux, l'une des 29 constituant le Troglodyte mignon (Troglodytes troglodytes). Cette sous-espèce est endémique des îles isolées de l'archipel de Saint-Kilda, dans l'océan Atlantique à 64 km à l'ouest des Hébrides extérieures, en Écosse. Son nom gaélique est Dreathan-donn.

## Description
Cette sous-espèce se distingue de la forme principale de l'espèce par sa taille plus importante, et sa coloration plus grise et moins rousse. Il diffère des autres sous-espèces insulaires par son bec long et fort et son plumage gris plus pâle.

## Statut
Ce troglodyte est un oiseau commun sur l'île. Sa population est estimée à 230 couples reproducteurs en 2002.